# Q&A Stadium Miyagi

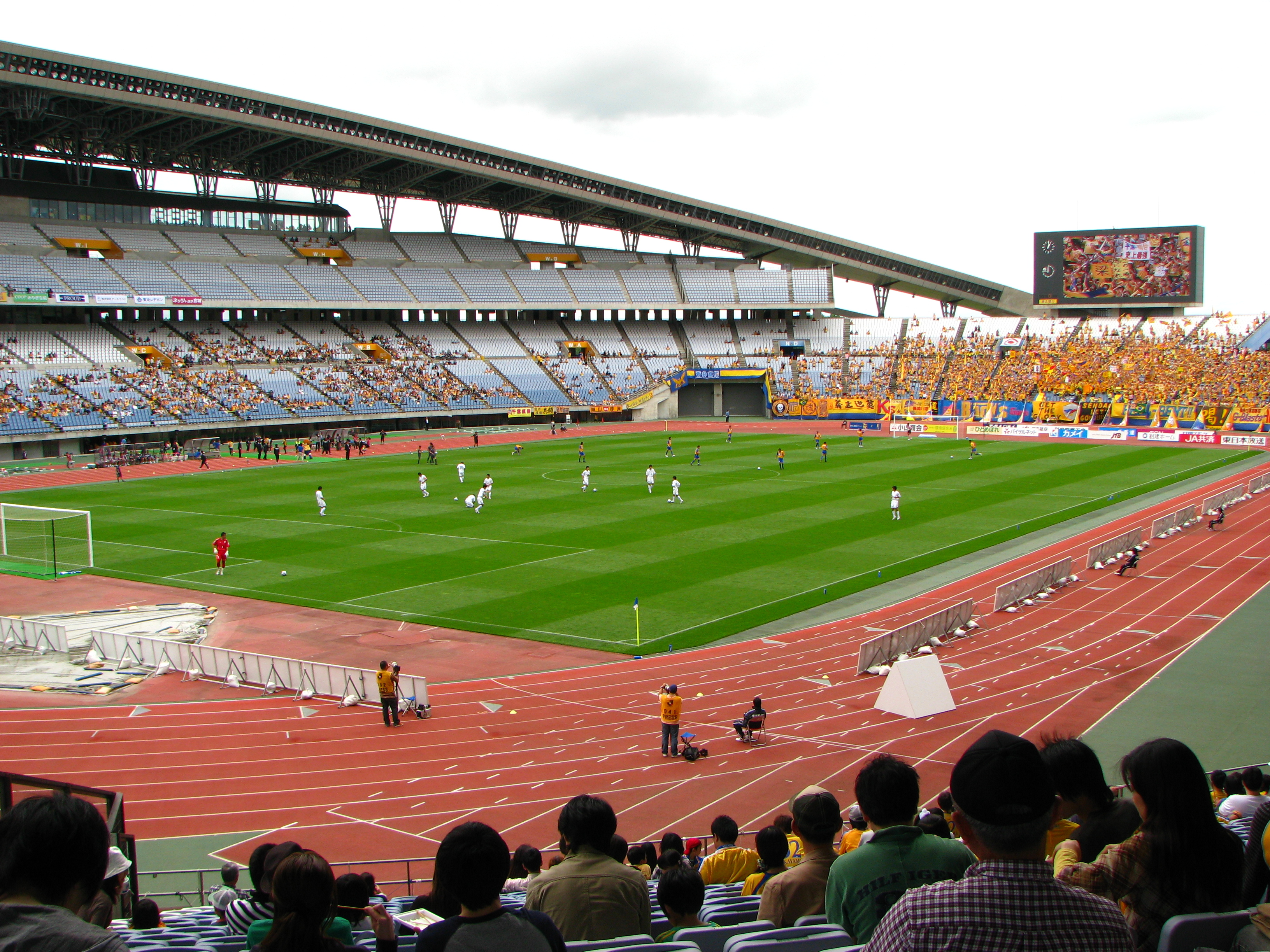

Q&A Stadium Miyagi – wielofunkcyjny stadion sportowy znajdujący się w japońskim mieście Rifu. Pojemność tego obiektu wynosi 49 133 widzów. Płyta boiska jest otoczona bieżnią lekkoatletyczną.

## Historia
Rozegrano tu trzy mecze Mistrzostw Świata 2002:
Mecze fazy grupowej:
- 9 czerwca:  Ekwador 1 : 2 Meksyk
- 12 czerwca:  Szwecja 1 : 1 Argentyna

Mecz 1/8 finału:
- 18 czerwca:  Japonia 0 : 1 Turcja